# ウラジーミル・サルニコフ
ウラジーミル・サルニコフ（ロシア語: Владимир Валерьевич Сальников Vladimir Valer'evich Salnikov, ラテン文字転写: 、1960年5月21日 - ）は、旧ソ連・レニングラード（現サンクトペテルブルク）出身の元競泳選手。「泳ぐ精密機械」とも称された。

## プロフィール
サルニコフは1980年代を代表する男子の長距離自由形競泳選手であり、人類史上初めて15分の壁を破る世界記録をモスクワオリンピックで達成している。この記録は100m当たりのスプリットタイムが1分を切る画期的記録で、当時人類の夢といわれ、20世紀中の達成は難しいと言われた。
モスクワオリンピック本番ではサルニコフのライバルと目されたアメリカのブライアン・グッデルらがボイコットにより不参加となり、事実上サルニコフの独泳であった。その状況でも世界記録を樹立した決勝でサルニコフはほとんどぶれのないスプリットを刻み、「精密機械のような泳ぎ」と報じられた。
無敵のまま迎えた1984年ロサンゼルスオリンピックは東欧諸国のボイコットで不参加であり、2年後の世界選手権では全盛期の面影が無く決勝でも最下位（8位）で惨敗しサルニコフの時代は終わったかに思われたが、1988年ソウルオリンピックでは下馬評にも挙がらないほどの低評価だったにもかかわらず、サルニコフはこの種目の優勝候補だったアメリカ、オーストラリア勢を下し見事に2度目の金メダルを獲得して有終の美を飾った。

## 主な成績
- 1976年モントリオールオリンピック男子1500m5位
- 1978年世界選手権男子1500m自由形優勝
- 1980年モスクワオリンピック男子400m・1500m（14分58秒27・世界新記録）自由形・800mリレー金メダル
- 1982年世界選手権1500自由形優勝
- 1986年世界選手権男子1500m自由形8位
- 1988年ソウルオリンピック男子1500m自由形金メダル